# جرثقیل هوایی

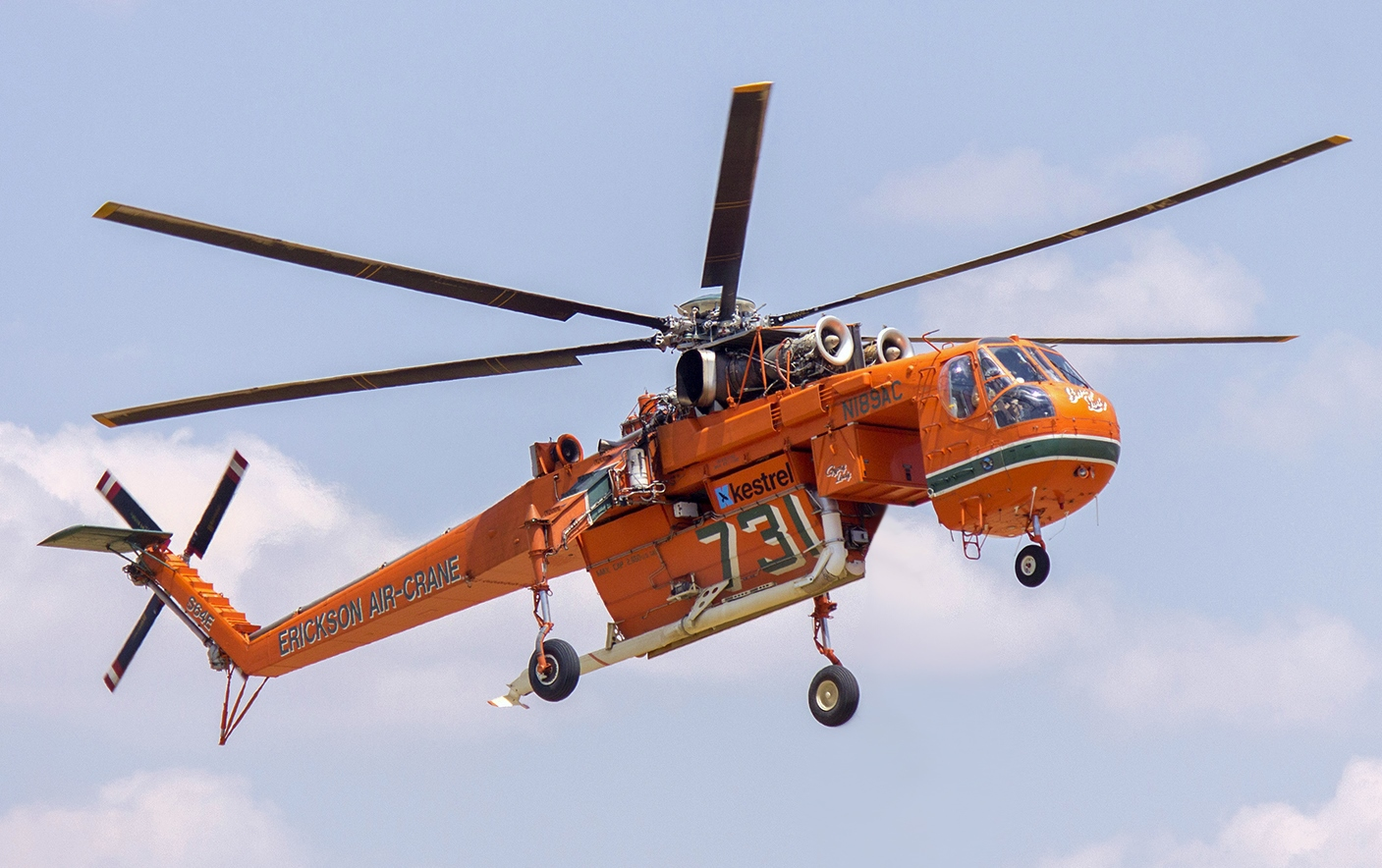
سیکورسکی اس-۶۴ اسکای‌کرین بیش از پنج دهه در خدمت بوده‌است

جرثقیل هوایی یا جرثقیل پرنده بالگردی است که برای بلند کردن بارهای سنگین یا نامناسب استفاده می‌شود. به عنوان جرثقیل‌های هوایی، هلیکوپترها بارهای متصل به کابل‌ها یا تسمه‌های بلند را حمل می‌کنند تا تجهیزات سنگین را در مواقعی که روش‌های دیگر در دسترس نیستند یا از نظر اقتصادی مقرون به صرفه نیستند، یا زمانی که کار باید در مناطق دورافتاده یا غیرقابل دسترس انجام شود، مانند بالای ساختمان‌های بلند یا برفراز کوه‌ها، قرار دهند. هلیکوپترها برای اولین بار به عنوان جرثقیل هوایی در دهه ۱۹۵۰ مورد استفاده قرار گرفتند، اما در دهه ۱۹۶۰ بود که محبوبیت آنها در ساخت‌وساز و سایر صنایع شروع شد. مداوم‌ترین استفاده از هلیکوپترها به عنوان جرثقیل هوایی در صنعت چوب بری است تا درختان بزرگ را از زمین‌های ناهموار که وسایل نقلیه نمی‌توانند به آنجا برسند یا جایی که نگرانی‌های زیست‌محیطی، راه‌سازی را ممنوع می‌کند، خارج کنند.

## برخی جرثقیل‌های هوایی
- کامان کی-مکس
- کاموف-۲۷
- Mil Mi-10
- سیکورسکی سی‌اچ-۳۷ موجاوه
- سیکورسکی سی‌اچ-۵۴ تارهه
- سیکورسکی اس-۶۴ اسکای‌کرین